# آنت بنینگ
آنت کارول بنینگ (انگلیسی: Annette Carol Bening؛ زادهٔ ۲۹ مهٔ ۱۹۵۸) بازیگر آمریکایی است. او در طول چهار دههٔ فعالیت جوایز گوناگونی از جمله یک جایزهٔ فیلم بفتا و دو جایزهٔ گلدن گلوب برنده شده و همچنین نامزد دریافت دو جایزهٔ تونی، پنج جایزهٔ اسکار و یک جایزهٔ امی ساعات پربیننده بوده‌است.
بنینگ حرفه‌اش را از اوایل دههٔ ۱۹۸۰ در تئاتر آغاز کرد. او پنج بار برای نقش‌آفرینی‌هایش در فیلم جنایی کلاهبرداران (۱۹۹۰) و کمدی-درام‌های زیبایی آمریکایی (۱۹۹۹)، جولیا بودن (۲۰۰۴)، بچه‌ها حالشان خوب است (۲۰۱۰) و نیاد (۲۰۲۳) نامزد دریافت جایزهٔ اسکار شد. او برای زیبایی آمریکایی جایزهٔ بفتای بهترین بازیگر زن را کسب کرد. همچنین برای جولیا بودن و بچه‌ها حالشان خوب است برندهٔ جایزهٔ گلدن گلوب شد.

## بخشی از فیلمشناسی

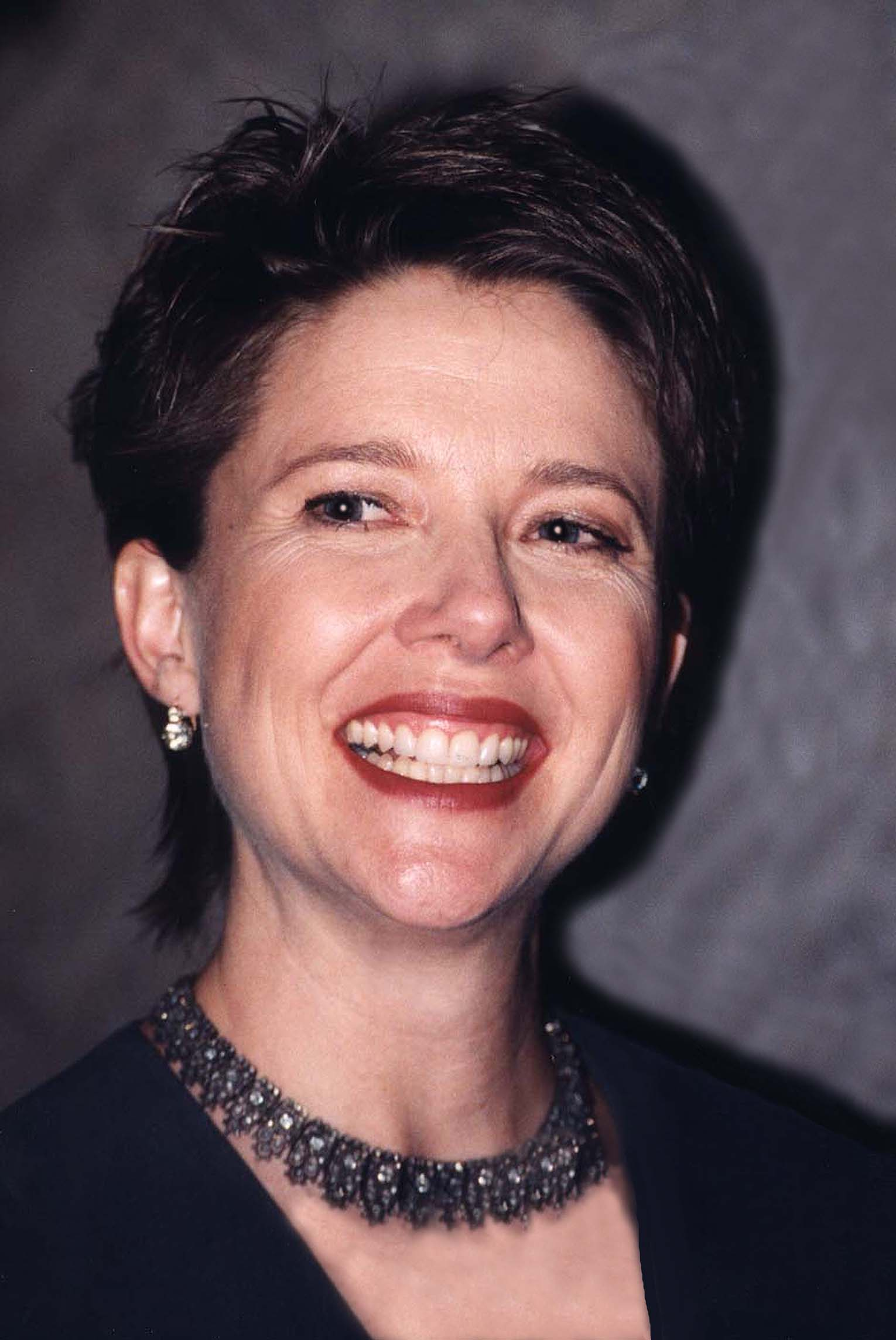
در سال ۱۹۹۹

| سال  | عنوان                              | نقش                                |
| ---- | ---------------------------------- | ---------------------------------- |
| ۱۹۹۴ | رابطه عاشقانه                      |                                    |
| ۱۹۹۰ | والمونت                            |                                    |
| ۱۹۹۰ | کارت‌پستال‌هایی از لبه پرتگاه        | اولین ایمز                         |
| ۱۹۹۰ | کلاهبرداران                        | مایرا لنگتری                       |
| ۱۹۹۱ | در مظان جرم                        | روث مریل                           |
| ۱۹۹۱ | در مورد هنری                       |                                    |
| ۱۹۹۱ | باگزی                              | ویرجینیا هیل                       |
| ۱۹۹۵ | ریچارد سوم                         | ملکه الیزابت                       |
| ۱۹۹۶ | مریخ حمله می‌کند!                   | باربارا لند                        |
| ۱۹۹۸ | محاصره                             | السی کرفت / شارون بریجر            |
| ۱۹۹۹ | زیبایی آمریکایی                    | کارولین برنهام                     |
| ۲۰۰۰ | شما اهل کدام سیاره هستید؟          |                                    |
| ۲۰۰۳ | چراگاه آزاد                        | سو بارلو                           |
| ۲۰۰۴ | جولیا بودن                         | جولیا لمبرت                        |
| ۲۰۰۸ | زنان                               | سیلوی فلاور                        |
| ۲۰۱۰ | مادر و فرزند                       |                                    |
| ۲۰۱۰ | بچه‌ها حالشان خوب است               | دکتر نیکول آلگود                   |
| ۲۰۱۲ | جینجر و رزا                        |                                    |
| ۲۰۱۲ | دختر با احتمال زیاد                |                                    |
| ۲۰۱۳ | چهره عشق                           | نیکی لاستروم                       |
| ۲۰۱۴ | جستجو                              | هلن                                |
| ۲۰۱۵ | دنی کالینز                         | مری سینکلر                         |
| ۲۰۱۶ | زنان قرن بیستم                     | دوروتیا فیلدز                      |
| ۲۰۱۶ | قوانین صدق نمی‌کنند                 | لوسی مابری                         |
| ۲۰۱۷ | ستاره‌های سینما در لیورپول نمی‌میرند | گلوریا گراهام                      |
| ۲۰۱۸ | مرغ دریایی                         | ایرینا آرکادینا                    |
| ۲۰۱۸ | خود زندگی                          | دکتر کیت موریس                     |
| ۲۰۱۹ | گزارش                              | سناتور داین فاینستاین              |
| ۲۰۱۹ | کاپیتان مارول                      | سوپریم اینتلجنس / دکتر وندی لاوسون |
| ۲۰۱۹ | جرج‌تاون                            | آماندا برشت                        |
| ۲۰۱۹ | روزنه امید                         | گریس                               |
| ۲۰۲۲ | مرگ بر روی نیل                     | یوفمیا بوک                         |
| ۲۰۲۲ | جری و مارج پولدار می‌شوند           | مارج سلبی                          |
| ۲۰۲۳ | نیاد                               | دیانا نیاد                         |
| ۲۰۲۳ | پولمن                              | دایان                              |
| ۲۰۲۵ | عروس!                              |                                    |

## جایزه‌ها و نامزدی‌ها

### جوایز اسکار
| سال  | اثر                  | دسته‌بندی                  | نتیجه    | منا.  |
| ---- | -------------------- | ------------------------- | -------- | ----- |
| ۱۹۹۰ | کلاهبرداران          | بهترین بازیگر نقش مکمل زن | نامزدشده | [ ۳ ] |
| ۱۹۹۹ | زیبای آمریکایی       | بهترین بازیگر زن          | نامزدشده | [ ۴ ] |
| ۲۰۰۴ | جولیا بودن           | بهترین بازیگر زن          | نامزدشده | [ ۵ ] |
| ۲۰۱۰ | بچه‌ها حالشان خوب است | بهترین بازیگر زن          | نامزدشده | [ ۶ ] |
| ۲۰۲۳ | نایاد                | بهترین بازیگر زن          | نامزدشده | [ ۷ ] |

## سفر به ایران
در اواخر فوریه ۲۰۰۹ میلادی به دعوت خانه سینمای ایران، آنت بنینگ و تعدادی از دست‌اندرکاران آکادمی اسکار، به ایران سفر کردند.

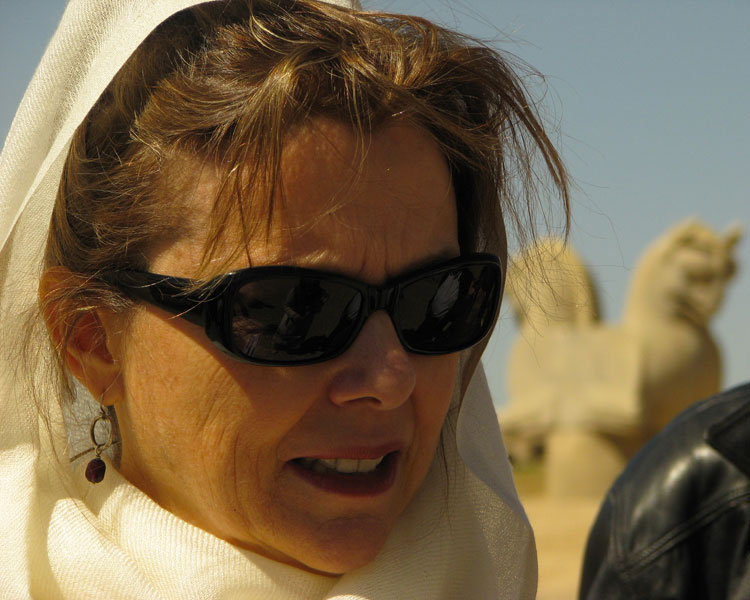
سال ۲۰۰۹ در تخت جمشید
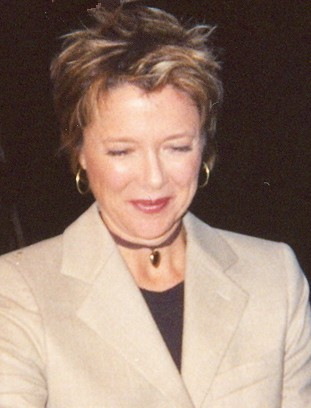
آنت بنینگ در جشنواره فیلم تورنتو در سال ۲۰۰۵